# رودخانه مدودیتسا (حوضه ولگا)
رودخانه مدودیتسا (حوضه ولگا) (به انگلیسی: Medveditsa River (Volga basin)) رودخانه‌ای است که در روسیه جریان دارد.